# Gedenktafel an die während der NS-Zeit entrechteten und verfolgten jüdischen Anwälte im Justizpalast München
Neben der Eingangstür des Justizpalastes München am Stachus erinnert eine Gedenktafel an diese während der NS-Zeit entrechteten und verfolgten jüdischen Anwälte:
Auf der Plexiglastafel (0,40 m × 0,60 m) steht in weißer Schrift folgender Text:
Die Rechtsanwaltskammer für den Oberlandesgerichtsbezirk München gedenkt den Rechtsanwältinnen und Rechtsanwälten, die während der Herrschaft des Nationalsozialismus 1933 bis 1945 als Juden verfolgt und entrechtet wurden. Sie ehrt ihr Andenken durch die Aufzeichnung ihrer Namen zum 60. Jahrestag ihrer Vertreibung aus der Anwaltschaft am 30. November 1938. (RGBl I 1938, 1403).
Es werden folgende Namen aufgeführt:
- Paul Adler
- Siegfried Adler
- Siegfried Adler
- Leopold Ambrunn
- Hans Auerbach
- Alfred Bacherach
- Julius Baer
- Fritz Ballin
- Alfred Bauer
- Max Bauer
- Hans Baumann
- Robert Bee
- Richard Bellmann
- Leo Benario
- Ernst Berg
- Georg Franz Bergmann
- Hans Bernstein
- Franz Berolzheimer
- Hans Berolzheimer
- Richard Berolzheimer
- Adolf Bing
- Adolf Bloch
- Eduard Bloch
- Hans Bloch
- Karl Blumenstein
- Richard Boscowitz
- Gustav Böhm (Vergleiche Pogrom 1938)
- Heinrich Buff
- Fritz Dispeker
- Siegfried Dispeker
- Ludwig Dreifuß
- Eugen Drey
- Alex Dinkelsbühler
- Josef Eilbott
- Oskar Einstein
- Max Ellinger
- Albert Engel
- Theodor Erlanger
- Wilhelm Esslinger
- Otto Feldheim
- Ludwig Feuchtwanger
- Max Feuchtwanger
- Sigbert Feuchtwanger
- Karl Feust (Vergleiche Pogrom 1938)
- Martin Flaschner
- Justin Fleischmann
- Fritz Forchheimer
- Emil Fränkel
- Heinrich Frankenburger
- Leopold Frei
- Friedrich Freudenreich
- Martin Friedenreich
- Max Friedländer
- Hans Fröhlich
- Max Gardé
- Arthur Gern
- Hermann Gerstle
- Oskar Gerstle
- Ludwig Goldmann
- Albert Goldschmidt
- Friedrich Goldschmidt (Vergleiche Pogrom 1938)

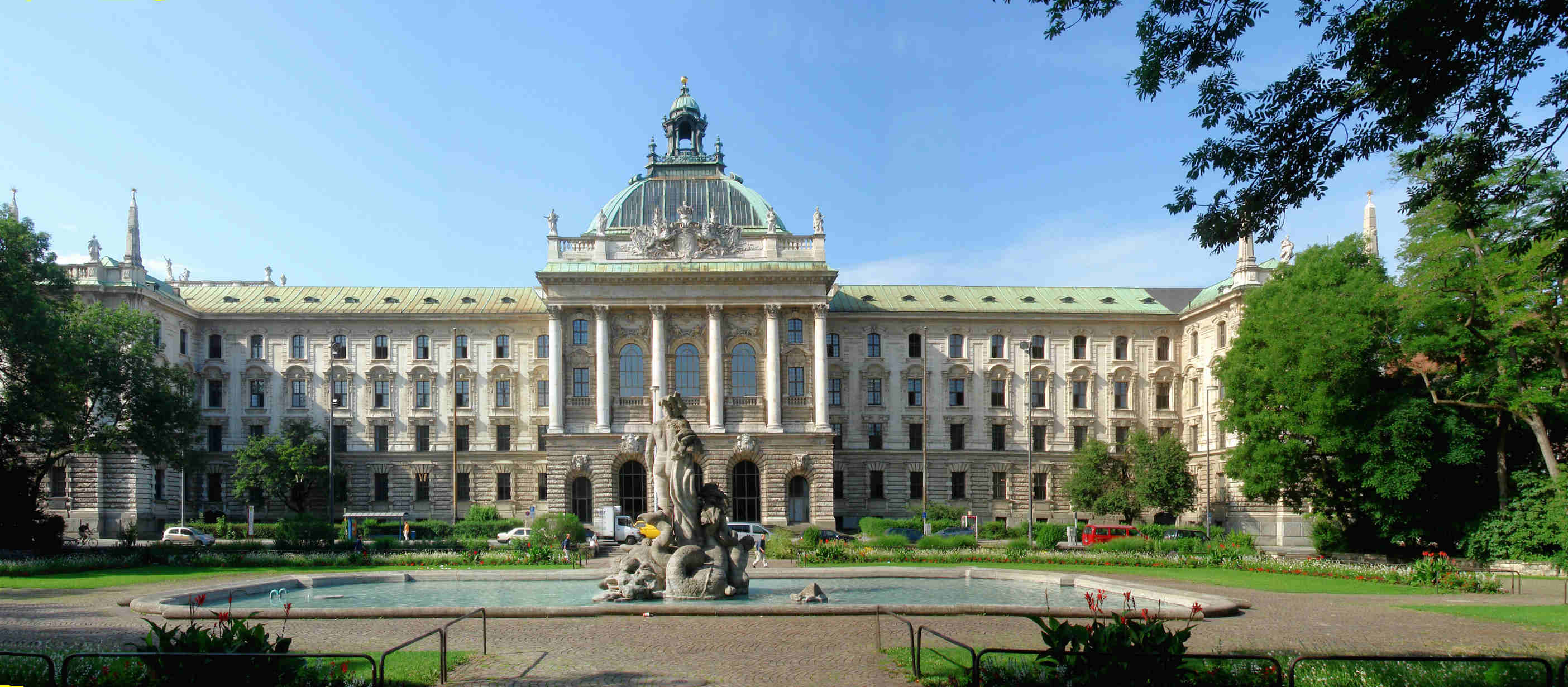
Justizpalast München

- Jakob Goldschmidt
- Ernst Gottscho
- Friedrich Guggenheim
- Eugen Gunz
- Josef Gunzenhäuser
- Stefan Gutmann
- Salomon Hähnlein
- Isidor Harburger
- Ludwig Haymann
- Julius Heilbronner
- Herbert Heinemann
- Robert Held
- Felix Herzfelder
- Franz Herfelder
- Max Hirschberg
- Siegfried Holzer
- Konrad Homberger
- Herbert Jacobi
- Alfred Jacoby
- Hugo Jacoby
- Siegfried Jacoby
- Ferdinand Kahn
- Fritz Kahn
- Maximilian Kahn
- Willy Kahn
- Wilhelm Jakob Kahn
- Albert Kann
- Heinrich Kastor
- Ignatz Katz
- Adolf Kaufmann
- Wilhelm Kitzinger
- Fritz Klopfer
- Sally Koblenzer
- Arthur Königsberger
- Felix Königsberger
- Elisabeth Kohn
- Jakob Kohnstamm
- Emil Krämer
- August Kronbacher
- Ludwig Kurzmann
- Emil Landecker
- Willy Lederer
- Leo Lemle
- Wilhelm Levinger
- Ludwig Levy
- Benno Löffel
- Julius Robert Löwenfeld
- Philipp Löwenfeld
- Karl Löwenstein
- Siegfried Löwentritt
- Arthur Luchs
- Adolf Lustig
- Max Mahler
- Oskar Maron
- Adolf Mayer
- Arthur Mayer
- Eugen Meyer
- Hans Erich Mohr
- David Mosbacher
- Kurt Mosbacher
- Sigmund Neu
- Ary Neuburger
- Fritz Siegfried Neuburger
- Wilhelm Neuburger
- Siegfried Neuland
- Robert Neumark
- Albert Oppenheimer
- Ernst Oppenheimer
- Siegfried Oppenheimer
- Max Pereles
- Alfred Perlmutter
- Max Prager
- Hermann Raff
- Meinhold Rau
- Ludwig Regensteiner
- Franz Reinach
- Heinrich Reinach
- Fritz Reis
- Walter Rheinheimer
- Heinrich Rheinstrom
- Leopold Rieser
- Alfred Rosenberg
- Paul Rosenberg
- Julius Rosenbusch
- Erich Rostousky
- Hugo Rothschild
- Moritz Schlesinger
- Eugen Schmidt
- Josef Schnaier
- Friedrich Schnell
- Adolf Schülein
- Benno Schülein
- Fritz Schulmann
- Robert Schulmann
- Felix Schwarz
- Ernst Seidenberger
- Reinhold Seligmann
- Anna Selo
- Alfred Selz
- Julius Siegel
- Michael Siegel
- Fritz Silber
- Emil Silbermann
- Hans Silberschmidt
- Josef Sinn
- Karl Sonnenthal
- Sigmund Steinharter
- Kurt Steinmeier
- Walter Steppacher
- Adolf Stern
- Alfred Strauß
- Eugen Strauß
- Elias Strauß
- Hans Taub
- Robert Theilhaber
- Herbert Thomé
- Arthur Teutsch
- Robert Teutsch
- Alfred Toussaint
- Fritz Vogel
- Alfred Wachsmann
- Hans Weil
- Josef Weil
- Leo Weil
- David Weiler
- Leopold Weinmann
- Arnold Weisbach
- Jakob Weisbart
- Jakob Weitzfelder
- Alfred Werner
- Simon Wertheimer
- Robert Wetzler
- Siegbert van Wein
- Richard Wolf
- Felix Zedermann

München, den 30. November 1998.

## Errichtung der Gedenktafel 1998
Im Justizpalast wurde am 30. November 1998 durch den bayerischen Justizminister Alfred Sauter im Beisein der Präsidentin der Israelitischen Kultusgemeinde Charlotte Knobloch zu Ehren der vor 60 Jahren entrechteten Rechtsanwältinnen und Rechtsanwälte eine Gedenktafel in einer Wandnische nahe der Eingangstür enthüllt.
Im Oberlandesgerichtsbezirk waren Anfang 1933 insgesamt 225 Rechtsanwälte jüdischer Herkunft zugelassen (...), von denen nach 1945 nur 18 zurückkehrten bzw. zurückkehren konnten.
Koordinaten: 48° 8′ 26″ N, 11° 33′ 53″ O